# 郭志選
郭志選（1526年—？），字廷舉，又字舜舉，號恆齋，萬全都司萬全右衛軍籍，山西汾州平遙縣人，明朝政治人物。

## 生平
嘉靖三十一年（1552年）壬子科順天鄉試第七十九名舉人，三十五年（1556年）中式丙辰科會試第二百六十六名，三甲第一百六十六名進士。大理寺觀政，授河南陽武縣知縣，三十七年（1558年）復除吳江縣知縣，四十一年（1562年）復除河南杞縣知縣，四十三年（1564年）升刑部主事，四十四年（1565年）致仕。

## 家族
曾祖郭恩；祖父郭鉞；父郭冕，母冀氏。兄郭志忠（知縣）、郭志廉，弟郭志魁（生員）。